# Ammoniumchlorat
Ammoniumchlorat ist eine chemische Verbindung aus der Gruppe der Ammoniumverbindungen und Chlorate.

## Gewinnung und Darstellung
Ammoniumchlorat kann durch Reaktion von Kaliumchlorat mit Ammoniumsulfat gewonnen werden.
{\displaystyle \mathrm {2\ KClO_{3}+(NH_{4})_{2}SO_{4}\longrightarrow 2\ NH_{4}ClO_{3}+K_{2}SO_{4}} }
Es kann ebenfalls durch Reaktion einer Chlorsäurelösung mit der stöchiometrisch notwendigen Menge an Ammoniak oder Ammoniumcarbonat
{\displaystyle \mathrm {HClO_{3}+NH_{3}\longrightarrow NH_{4}ClO_{3}} }
{\displaystyle \mathrm {2\ HClO_{3}+(NH_{4})_{2}CO_{3}\cdot H_{2}O\longrightarrow 2\ NH_{4}ClO_{3}+CO_{2}+2\ H_{2}O} }
oder durch Reaktion von Bariumchlorat mit Ammoniumsulfat dargestellt werden.
{\displaystyle \mathrm {Ba(ClO_{3})_{2}\cdot H_{2}O+(NH_{4})_{2}SO_{4}\longrightarrow 2\ NH_{4}ClO_{3}+BaSO_{4}+H_{2}O} }

## Eigenschaften
Ammoniumchlorat ist ein unbeständiger farbloser Feststoff, der sehr leicht löslich in Wasser ist und in Form kleiner nadelförmiger Kristalle vorliegt. Beim Umgang mit der Verbindung ist Vorsicht geboten, da die Substanz bisweilen ohne erkennbaren Anlass, bestimmt aber bei Temperaturen über 100 °C, explodiert. In dünner Schicht offen ausgebreitet, ist die Substanz ungefährlich zu handhaben. Er besitzt eine trigonale Kristallstruktur mit der Raumgruppe R3m (Raumgruppen-Nr. 160).